# Ploceus alienus
Ploceus alienus е вид птица от семейство Ploceidae.

## Разпространение
Видът е разпространен в Бурунди, Демократична република Конго, Руанда и Уганда.